# Xã Beccaria, Quận Clearfield, Pennsylvania
Xã Beccaria (tiếng Anh: Beccaria Township) là một xã thuộc quận Clearfield, tiểu bang Pennsylvania, Hoa Kỳ. Năm 2010, dân số của xã này là 1.782 người.